# Cardère laciniée
Dipsacus laciniatus
Pour les articles homonymes, voir Cardère.
Espèce
Classification phylogénétique
La cardère laciniée, (Dipsacus laciniatus) est une espèce de grande plante bisannuelle appartenant au genre Dipsacus et de la famille des Dipsacaceae (ou optionnellement de celle des Caprifoliaceae selon la classification APG II, 2003). Elle est aussi appelée « cardère à feuilles laciniées » ou « cardère découpée ».
Assez proche de la cardère sauvage, elle s'en distingue notamment par ses feuilles caulinaires assez étroites et pennatilobées (alors que la cardère sauvage a des feuilles entières).

## Description

### Écologie et habitat
C'est une plante beaucoup plus rare que la cardère sauvage, poussant dans les prairies, les terrains vagues, au bord des ruisseaux, dans des lieux ensoleillés. On la rencontre notamment dans le centre et l'est de la France, ainsi qu'en Allemagne. Elle fleurit de juillet à août.

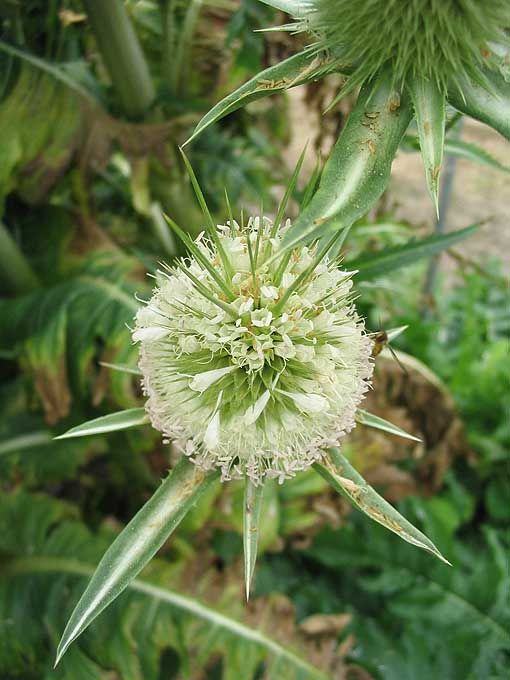
Sommet de l'inflorescence

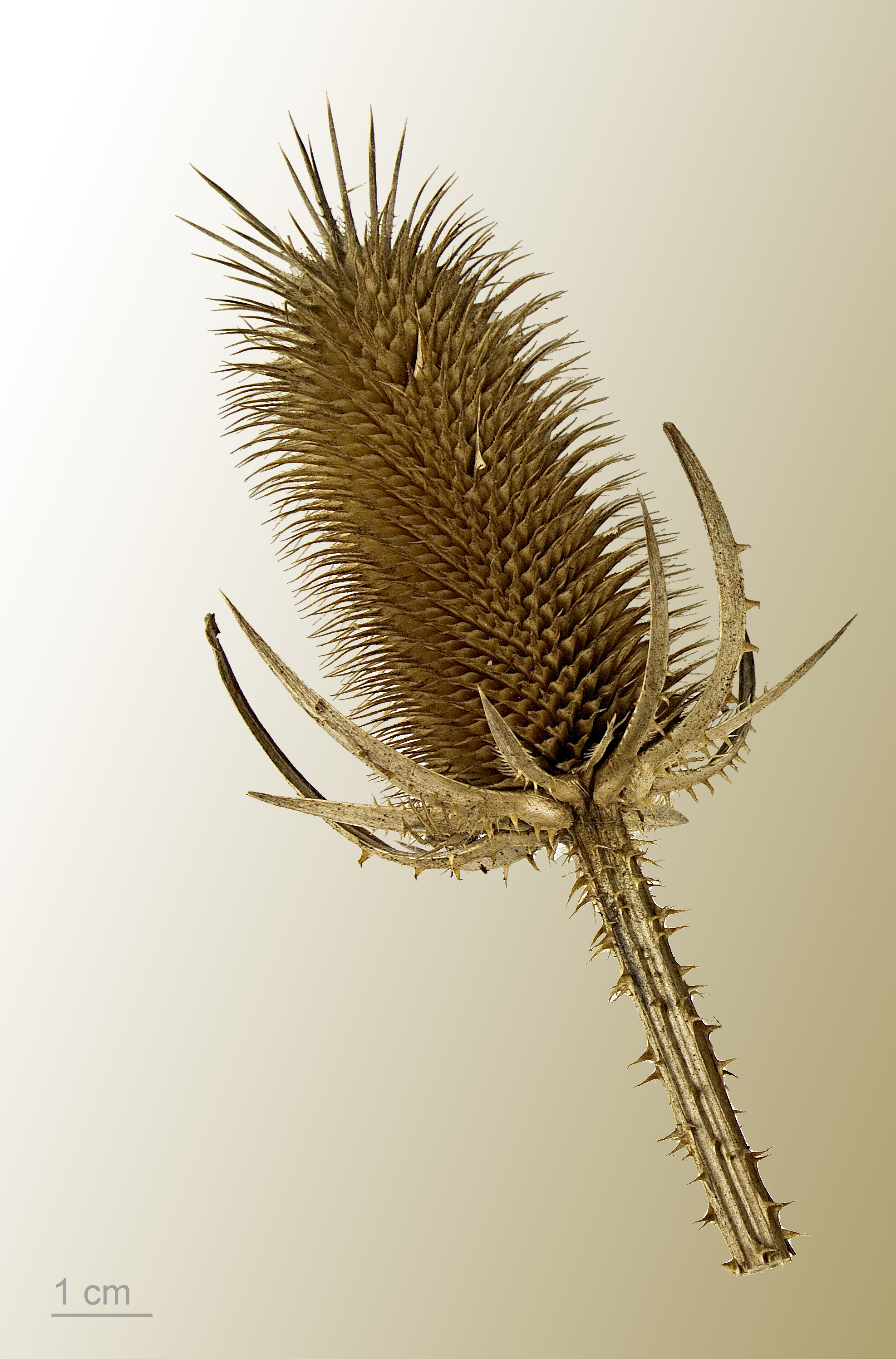
Dipsacus laciniatus
Muséum de Toulouse

### Morphologie générale et végétative
C'est une grande plante érigée à tige munie d'aiguillons fins. Ses feuilles sont oblongues. Les feuilles caulinaires sont minces, pennatilobées et terminées en pointe. Comme pour les autres espèces du genre Dipsacus, les feuilles caulinaires sont soudées deux à deux à leur base.

### Morphologie florale
L'inflorescence est un capitule (plus précisément un cyme capitulaire) portant à sa base une collerette de bractées à pointe épineuse, étalées ou légèrement recourbées vers le haut, moins longues et plus larges que les bractées de la cardère sauvage. Écailles du capitule longues et étroites. Minuscules fleurs blanches ou rose pâle (corolle à quatre lobes).

### Fruit et graines
Les fruits sont des akènes.